# Süderdorf
Süderdorf är en kommun i Kreis Dithmarschen i förbundslandet Schleswig-Holstein i Tyskland.
Kommunen bildades 1974 genom en sammanslagning av Lendern, Lüdersbüttel, Schelrade och Wellerhop.
Kommunen ingår i kommunalförbundet Amt Kirchspielslandgemeinden Eider tillsammans med ytterligare 33 kommuner.